# Lorraine Daston
Lorraine Daston (East Lansing, 9 de junho de 1951) é uma historiadora da ciência estadunidense.
É atualmente diretora executiva do Instituto Max Planck para a História da Ciência (MPIWG) em Berlim. Membro da Academia de Artes e Ciências dos Estados Unidos, Daston divide seu tempo na Alemanha como professora visitante no Committee on Social Thought na Universidade de Chicago.
Seu trabalho definiu já a algum tempo a vanguarda na história da ciência.
É casada com o psicólogo alemão Gerd Gigerenzer.

## Prémios e honrarias
- Prémio Pfizer (1999)[1]
- Medalha George Sarton (2012)[2]

## Publicações
- Classical Probability and the Enlightenment (1988)
- Wonders and the Order of Nature, 1150 - 1750 (com Katharine Park, 1998)
- "Objectivity and the Escape from Perspective" (1999)
- Biographies of Scientific Objects (co-editor, 2000)
- Eine kurze Geschichte der wissenschaftlichen Aufmerksamkeit (2001)
- Wunder, Beweise und Tatsachen: zur Geschichte der Rationalität (2001)
- The Moral Authority of Nature (co-editor, 2003)
- Things that Talk: Object Lessons from Art and Science (2004)
- Thinking with Animals: New Perspectives on Anthropomorphism (co-editor, 2005)
- Objectivity (com Peter Galison, Boston: Zone Books, 2007)
- Natural Law and Laws of Nature in Early Modern Europe (co-editor com Michael Stolleis,  Aldershot: Ashgate, 2008)